# Maruša Seničar
Maruša Seničar (ur. 5 maja 1997 w Lublanie) – słoweńska koszykarka, występująca na pozycjach niskiej lub silnej skrzydłowej, reprezentantka kraju, od 2023 zawodniczka Embutidos Pajariel Membibre.

## Osiągnięcia
Stan na 10 maja 2024, na podstawie, o ile nie zaznaczono inaczej.

### Drużynowe
- Mistrzyni:
  - Ligi Adriatyckiej WABA (2022, 2023)
  - Słowenii (2019–2023)[3]
- Wicemistrzyni:
  - Ligi Adriatyckiej WABA (2020)
  - Słowenii (2014–2018)
- 3. miejsce w Lidze Adriatyckiej WABA (2019)
- 4. miejsce w Lidze Adriatyckiej WABA (2021)
- Zdobywczyni Pucharu Słowenii (2014, 2021, 2023)[3]
- Finalistka Pucharu Słowenii (2015–2017)

### Indywidualne
(* – nagrody przyznane przez portal eurobasket.com)
- Defensywna zawodniczka roku ligi*:
  - adriatyckiej (WABA – 2022, 2023)
  - słoweńskiej (2017, 2018, 2022)
- Najlepsza środkowa ligi słoweńskiej (2022)*
- Największy postęp ligi*:
  - adriatyckiej (WABA – 2022)
  - słoweńskiej (2017)
- Uczestniczka meczu gwiazd ligi słoweńskiej (2017)
- Zaliczona do*:
  - I składu:
    - adriatyckiej (WABA – 2023)
    - ligi słoweńskiej (2021, 2022)[3]
    - defensywnego ligi:
      - adriatyckiej (WABA – 2022, 2023)
      - słoweńskiej (2017, 2018, 2020, 2021, 2022)[3]

  - II składu ligi:
    - słoweńskiej (2017, 2020)
    - adriatyckiej (WABA – 2022)

  - składu honorable mention ligi słoweńskiej (2018, 2023)
- Liderka ligi słoweńskiej w przechwytach (2021 – 3,3)[3]

### Reprezentacja

#### Seniorska
- Uczestniczka:
  - mistrzostw Europy (2019 – 10. miejsce, 2021 – 10. miejsce)
  - kwalifikacji do Eurobasketu (2019, 2021, 2023)

#### Młodzieżowe
- Wicemistrzyni Europy U–20 (2017)
- Uczestniczka mistrzostw Europy:
  - U–18 (2013 – 12. miejsce, 2014 – 10. miejsce, 2015 – 5. miejsce)
  - U–16 dywizji B (2012 – . miejsce, 2013 – 9. miejsce)